# William Hathaway
William Dodd Hathaway, född 21 februari 1924 i Cambridge, Massachusetts, död 24 juni 2013 i Washington, D.C., var en amerikansk demokratisk politiker. Han representerade Maine i båda kamrarna av USA:s kongress, först i representanthuset 1965–1973 och sedan i senaten 1973–1979.

## Biografi
Hathaway deltog i andra världskriget i US Army Air Forces. Hans bombplan blev nedskjutet och han tillbringade två månader i krigsfångenskap. Han utexaminerades 1949 från Harvard University och avlade 1953 juristexamen vid Harvard Law School.
Hathaway efterträdde 1965 Clifford McIntire som kongressledamot. Han efterträddes 1973 i representanthuset av William Cohen. Hathaway besegrade den sittande senatorn Margaret Chase Smith i senatsvalet 1972. Han ställde upp för omval i senatsvalet 1978 men förlorade mot utmanaren Cohen.